# Biserica reformată din Văleni, Harghita
Biserica reformată din Văleni este un monument istoric aflat pe teritoriul satului Văleni; comuna Feliceni.

## Localitatea
Văleni (în maghiară Patakfalva) este un sat în comuna Feliceni din județul Harghita, Transilvania, România. Prima atestare documentară datează din anul 1333, cu denumirea villa Potoc. 

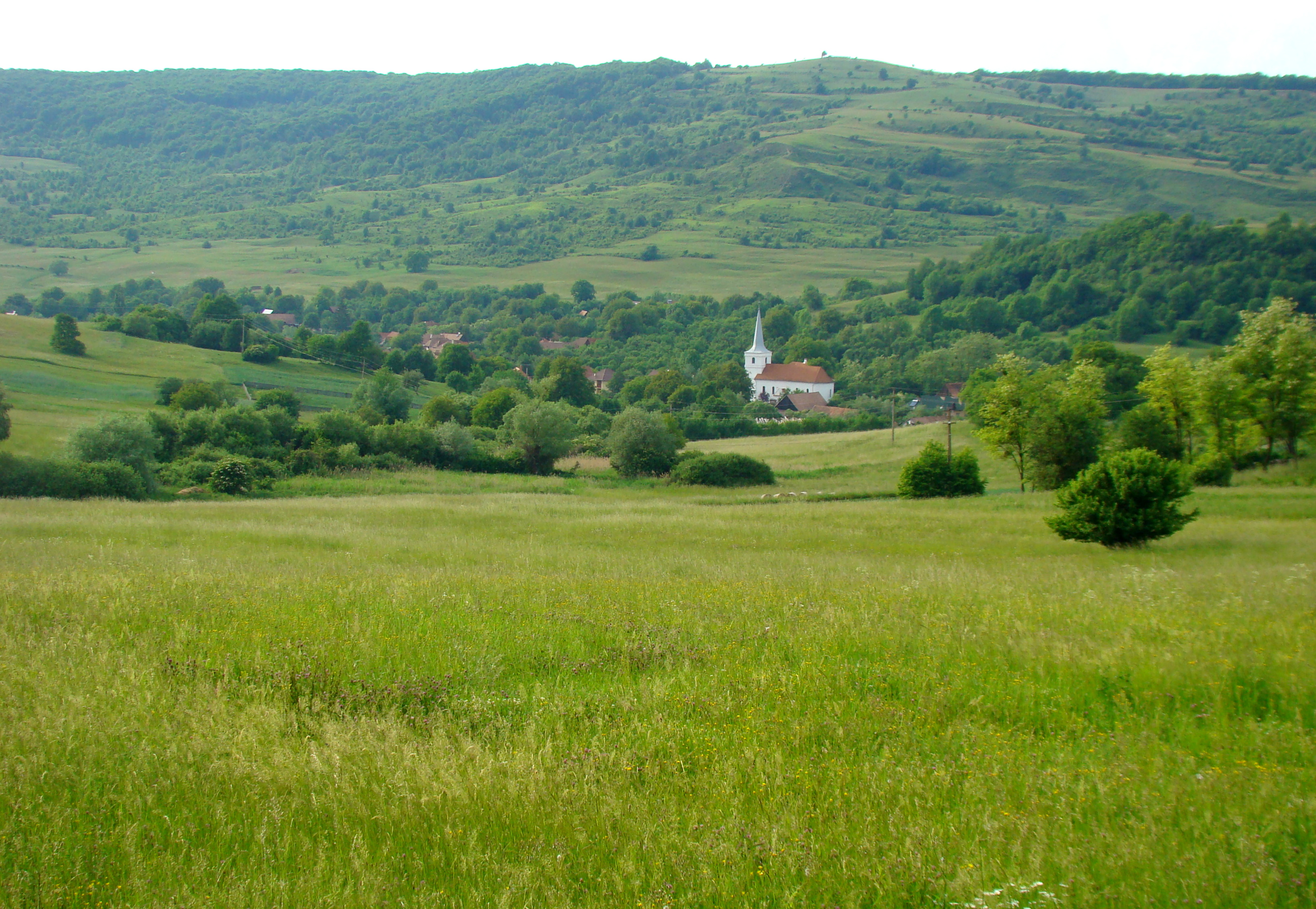
Panoramă din drumul spre Teleac

## Biserica
Biserica medievală a fost distrusă de cutremurul din anul 1802. Actuala biserică reformată a fost construită între 1804 și 1816.

## Imagini din exterior

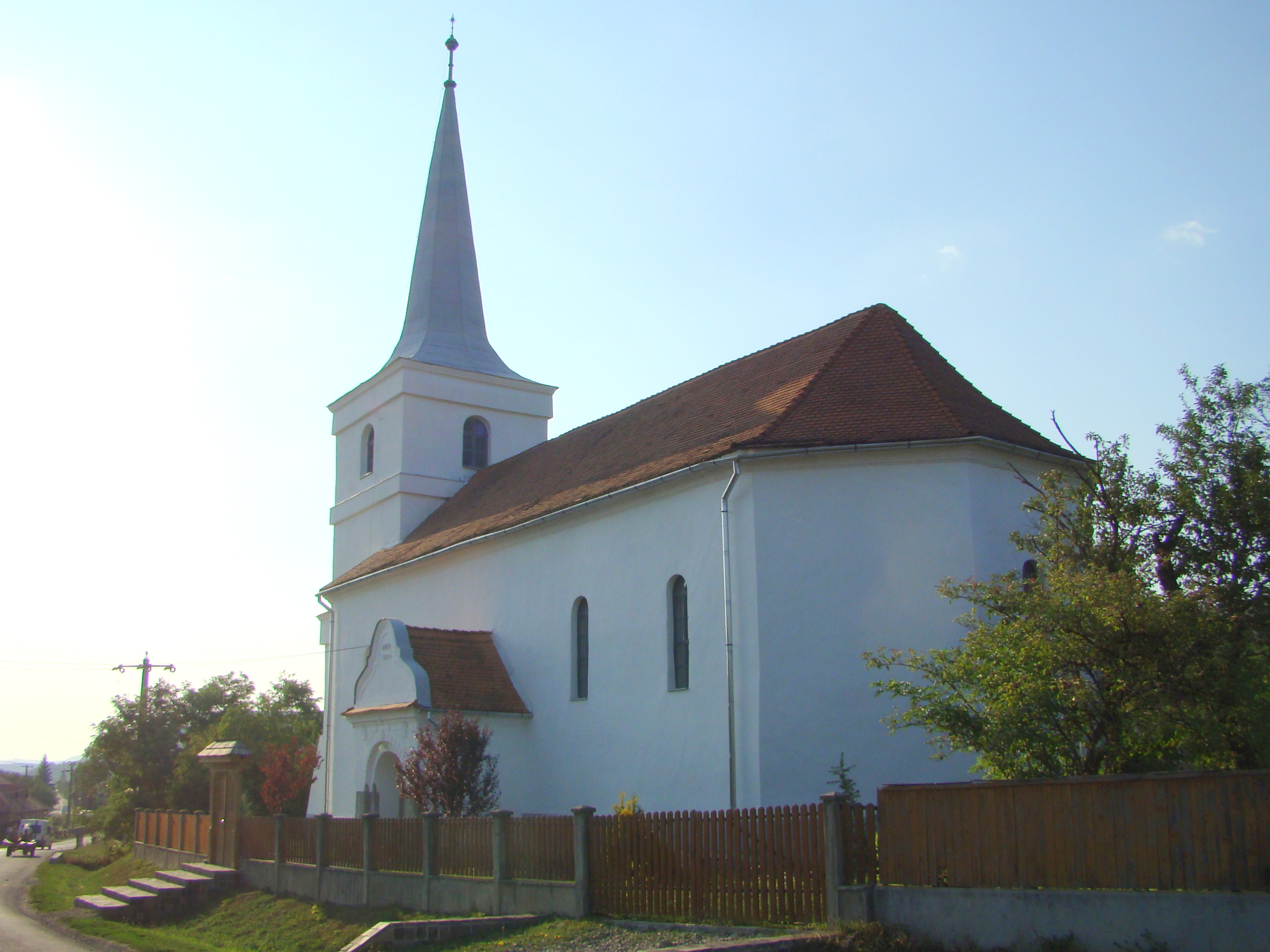
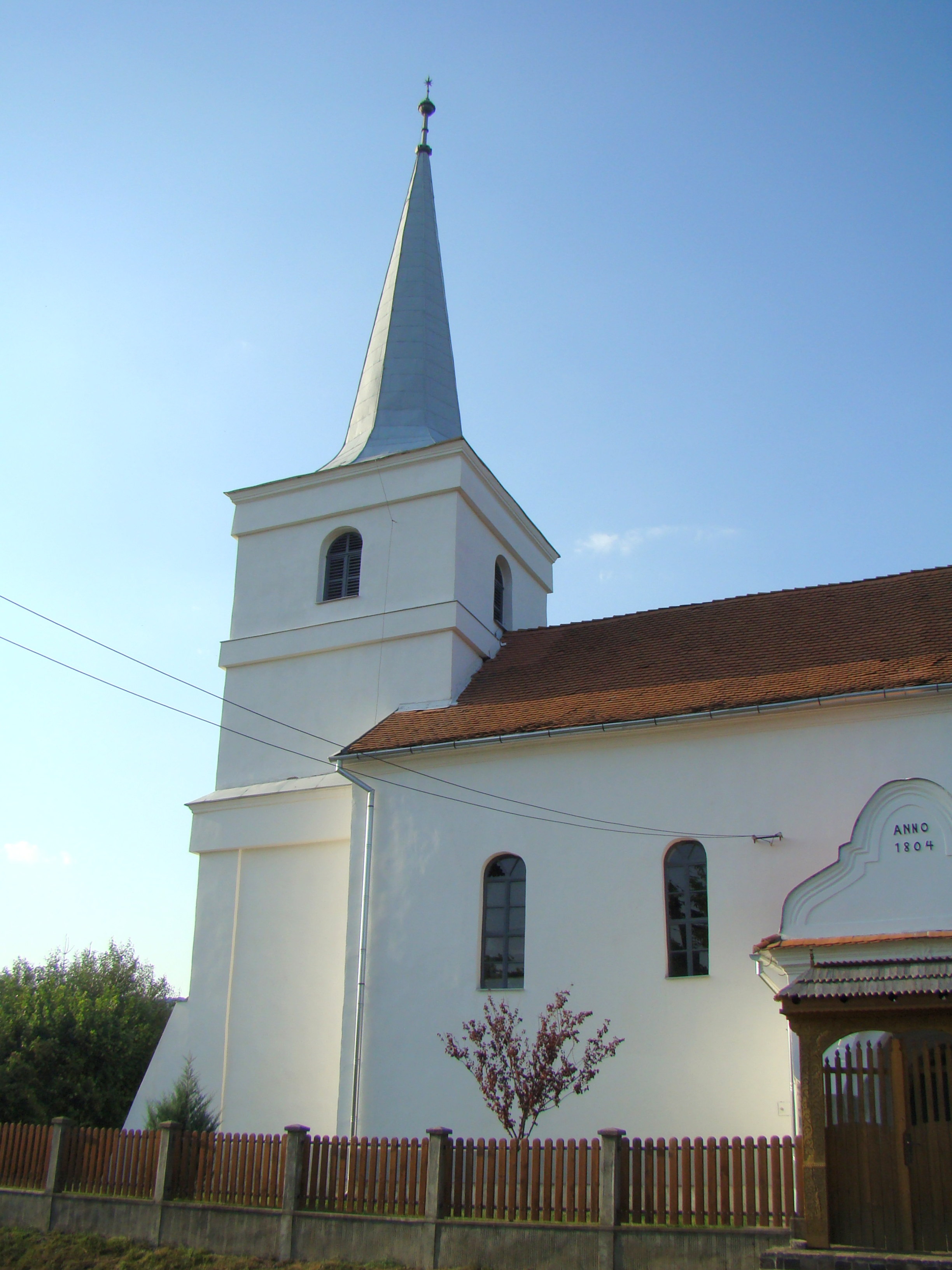
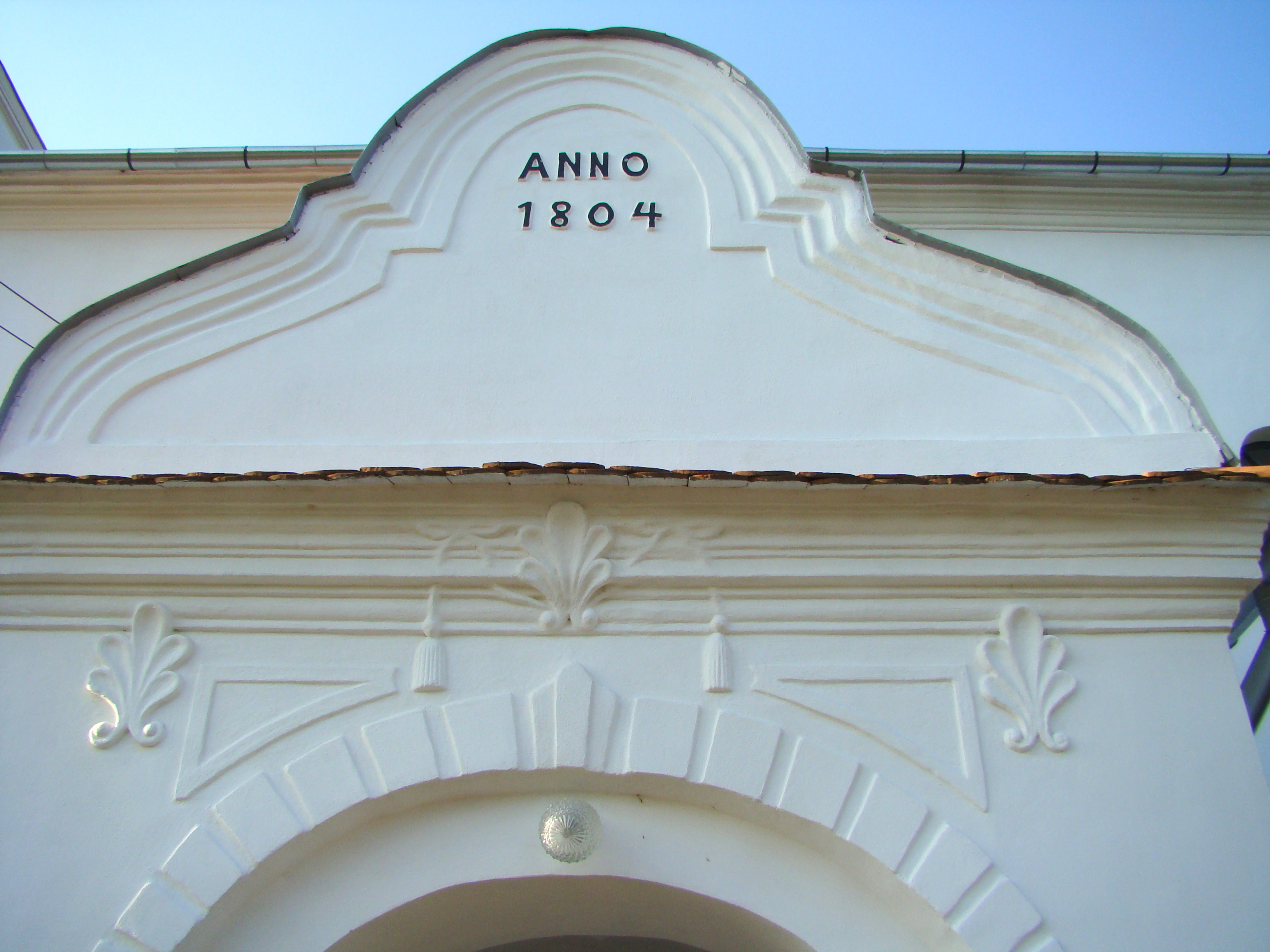
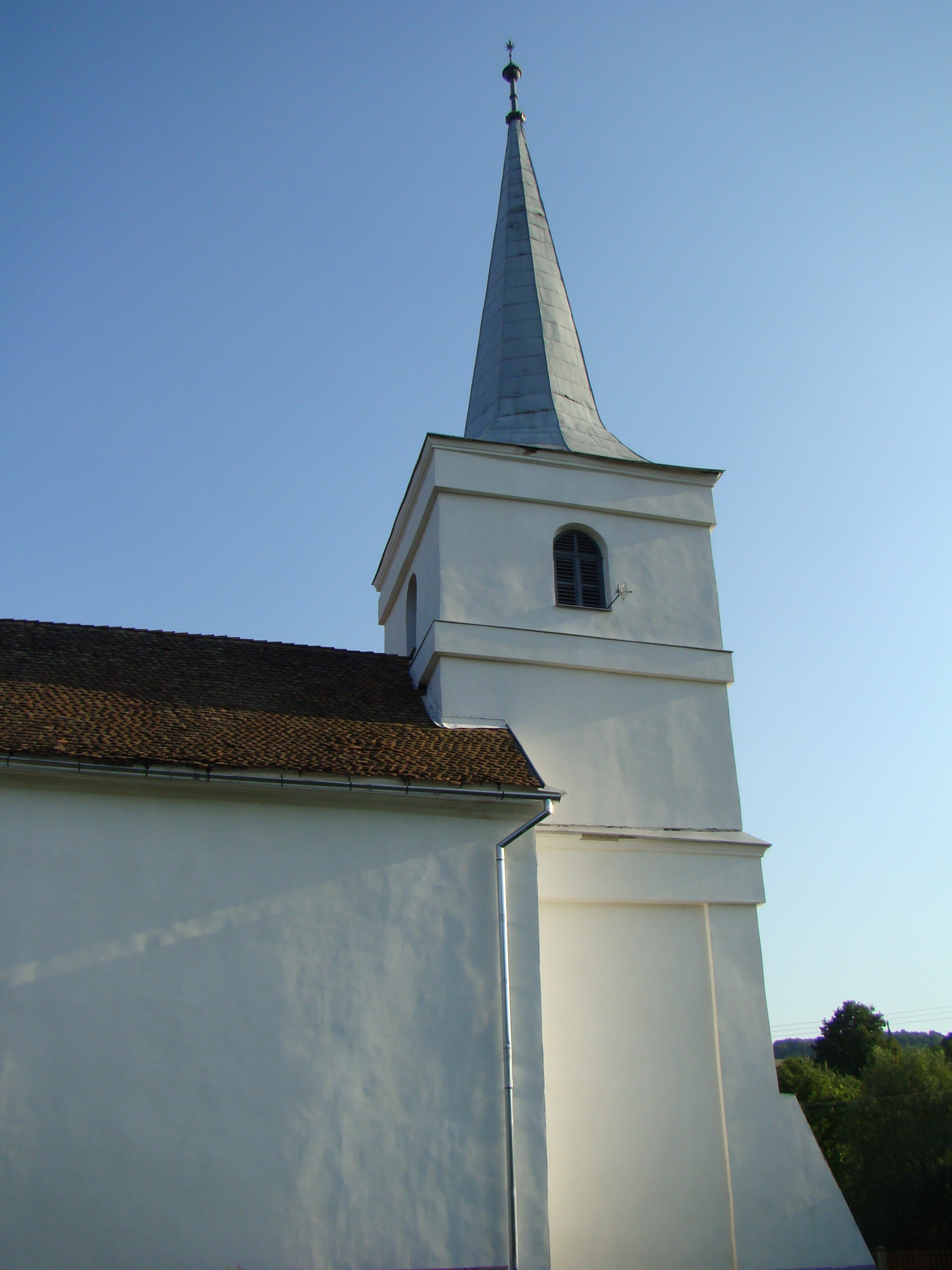
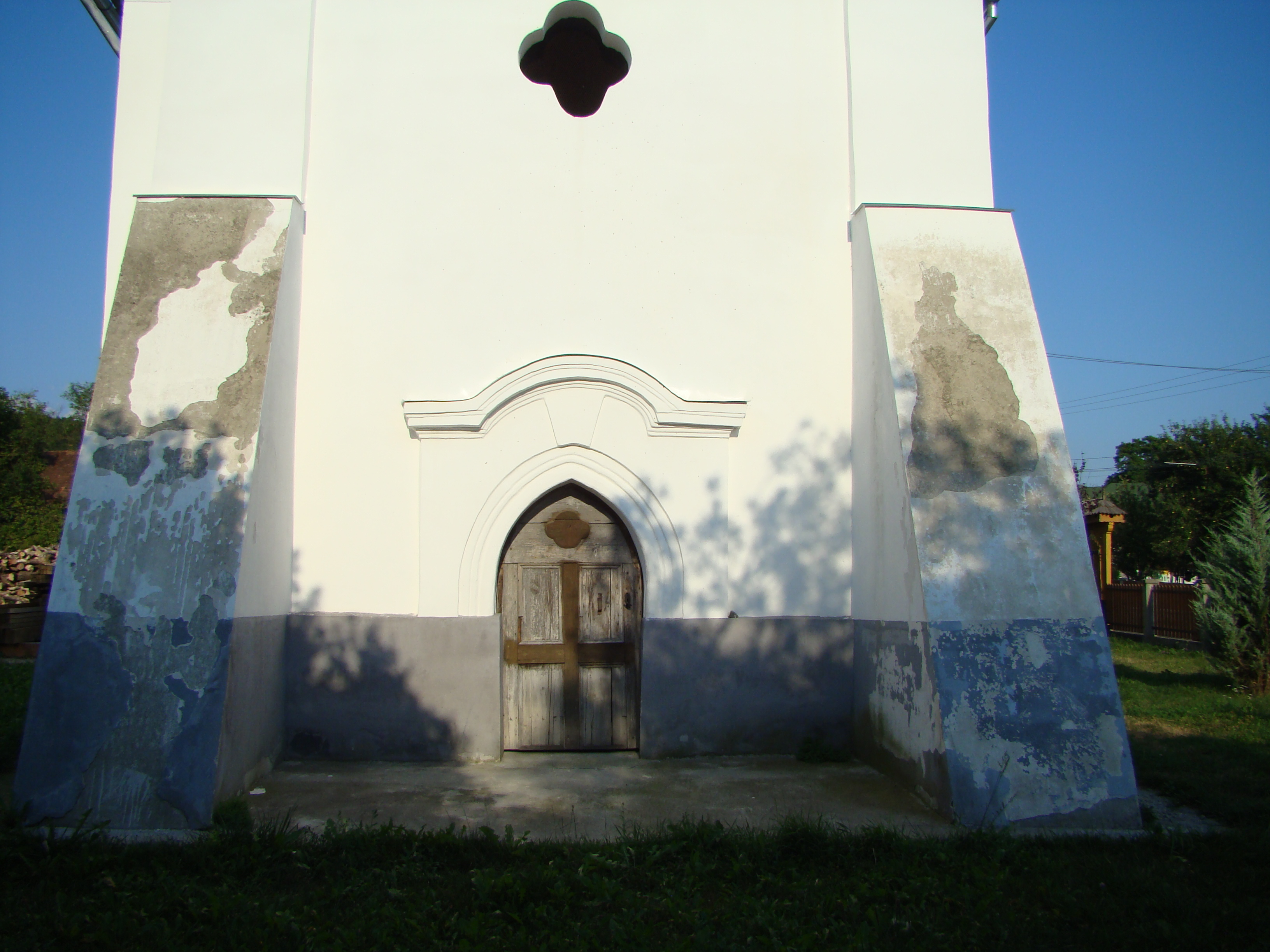
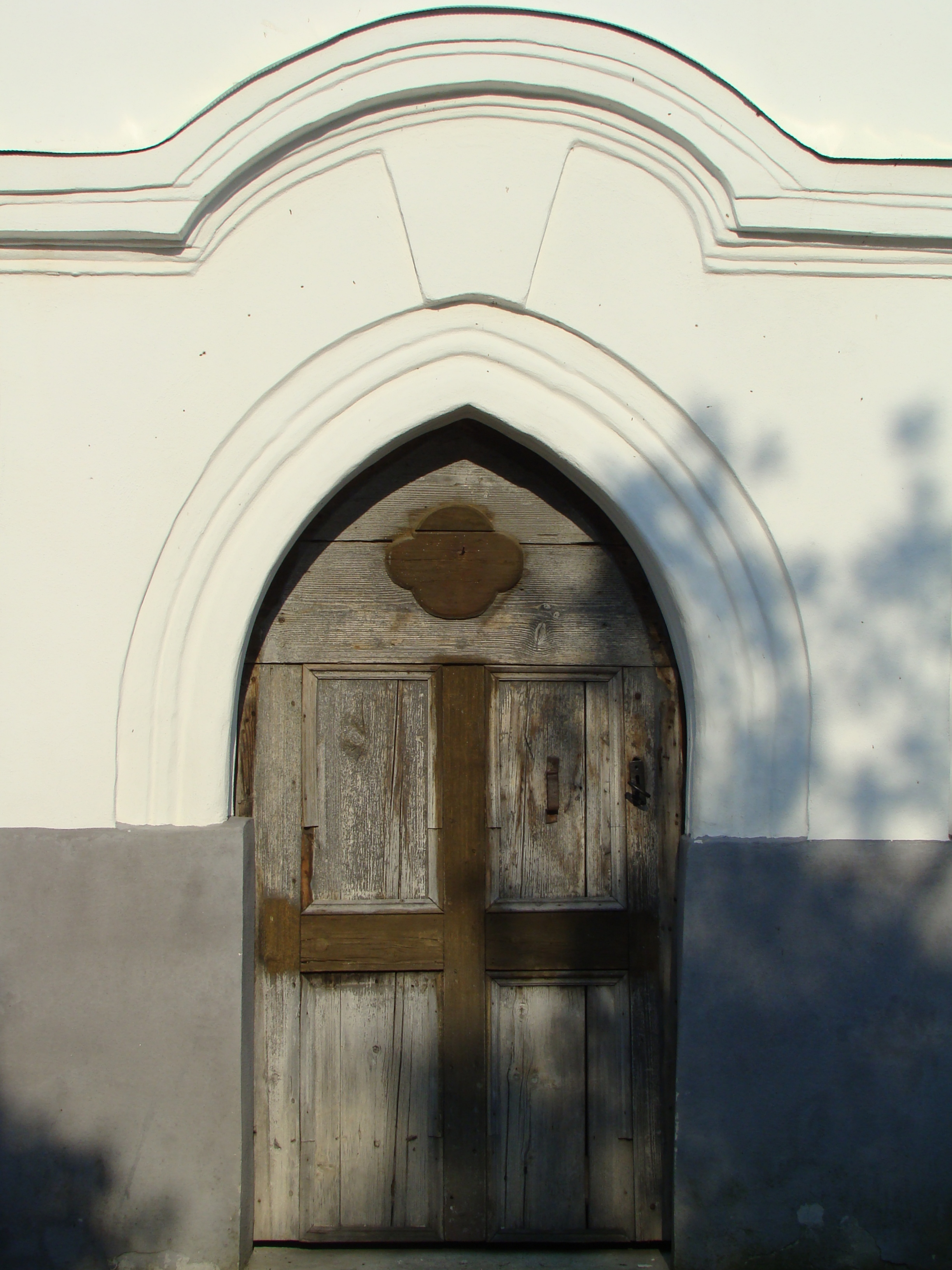
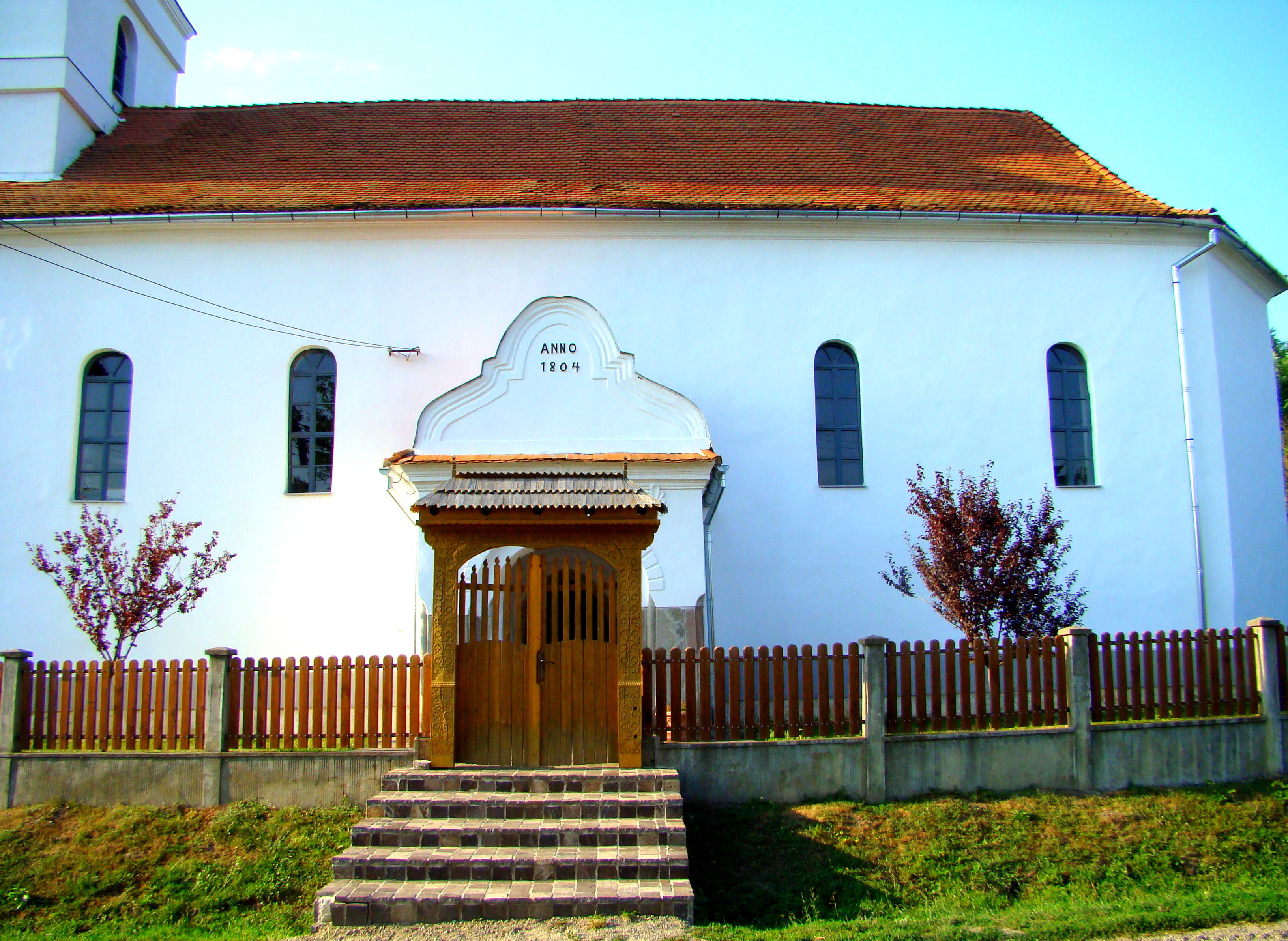
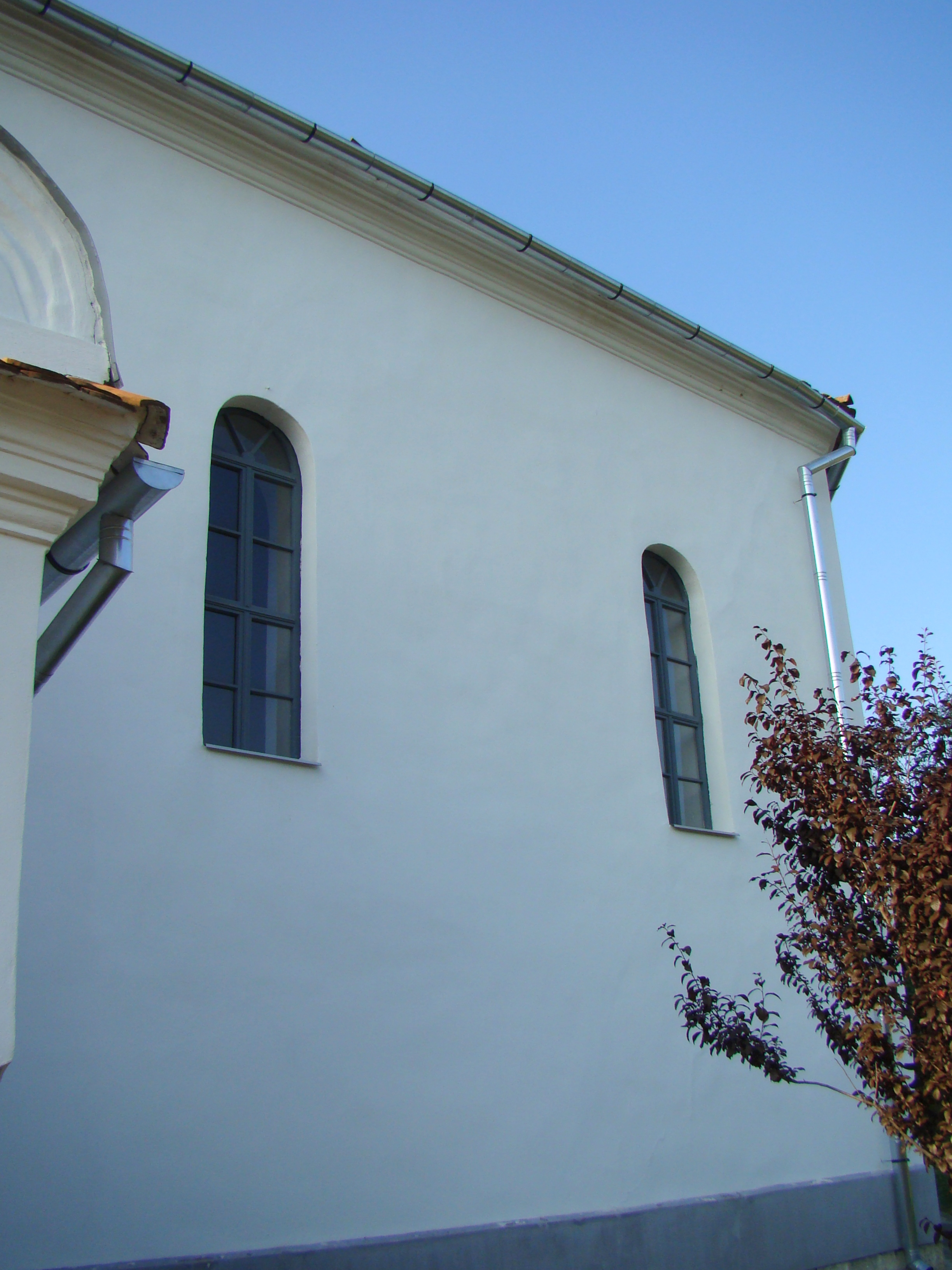
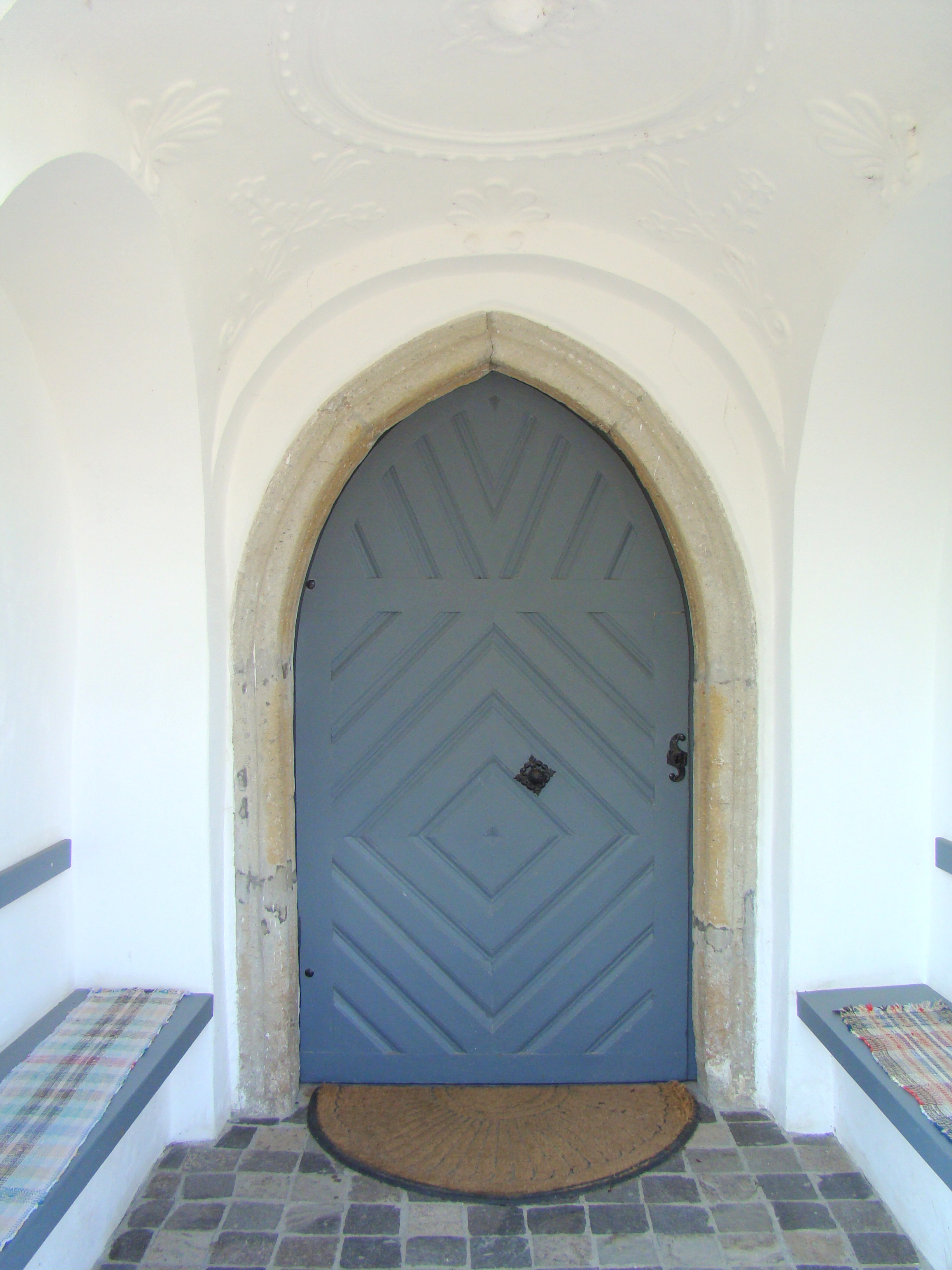
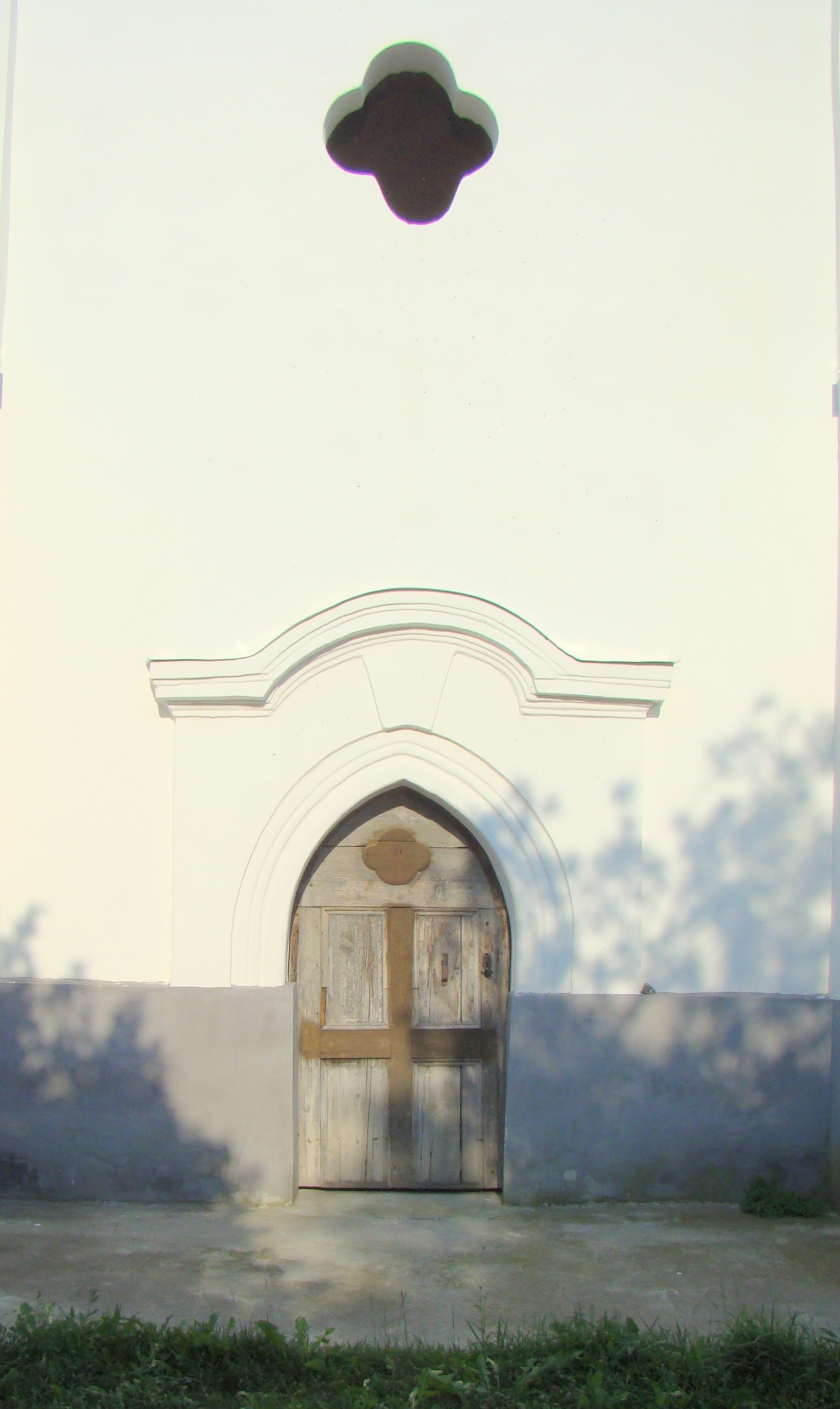

## Vezi și
- Văleni, Harghita